# Pteris purdoniana
Pteris purdoniana är en kantbräkenväxtart som beskrevs av William Ralph Maxon. Pteris purdoniana ingår i släktet Pteris och familjen Pteridaceae. Inga underarter finns listade.